# ستيوارت إتش إينغيرسول
ستيوارت إتش إينغيرسول (بالإنجليزية: Stuart H. Ingersoll)‏ هو ضابط أمريكي، ولد في 3 يونيو 1898 في سبرينغفيلد في الولايات المتحدة، وتوفي في 29 يناير 1983 في نيوبورت في الولايات المتحدة.

## وصلات خارجية
- ستيوارت إتش إينغيرسول على موقع مونزينجر (الألمانية)